# Фридрих (архиепископ Майнца)
Фридрих (нем. Friedrich; умер 25 октября 954, Майнц) — архиепископ Майнца (937—954).

## Биография
Фридрих занял архиепископскую кафедру в Майнце в 937 году после смерти своего предшественника Хильберта. Вскоре король Оттон I назначил его своим эрцканцлером. В 939 году во время восстания Эберхарда Франконского, Гизельберта Лотарингского и Генриха, младшего брата Оттона, Фридрих был послан королём вести переговоры с вождями повстанцев, но они выдвинули такие условия, которые Оттон посчитал унизительными для себя и, по всей видимости, сорвал свою злобу на архиепископе, когда тот к нему прибыл и сообщил об этих условиях. Фридрих ушёл от короля сильно обиженным и вскоре перешёл на сторону Эберхарда и Гизельберта. После поражения Эберхарда и Гизельберта в битве при Андернахе Фридрих был на некоторое время посажен в тюрьму в Хаммельбурге.
В 941 году Фридрих был замешан в заговоре, организованном Генрихом с целью убийства Оттона в Кведлинбурге во время празднования Пасхи. Заговор был раскрыт и Фридриха заточили в тюрьму в Ингельхайме. Его освободили лишь в конце года, на Рождество, после принесения им покаяния.
Фридрих сопровождал короля Оттона во время его похода Италию в 951 году. Вскоре после прибытия в Италию король отправил Фридриха к папе римскому Агапиту II для ведения переговоров о возможности коронации Оттона императорской короной. Однако переговоры закончились ничем. Трудно сказать, насколько ответственность за провал миссии лежала на Фридрихе, но с того времени он впал в ещё большую немилость у Оттона.
В 953—954 годах Фридрих принял участие в новом заговоре против короля вместе с Людольфом, герцогом Швабии, и Конрадом, герцогом Лотарингии. Однако в открытой борьбе он не участвовал и с началом боевых действий стал удаляться от дел. После поражения восстания он заявил королю, что ничего дурного против него не замышлял и выпросил для себя прощение. Вскоре после этого Фридрих скончался.